# 陳淮 (弘治進士)
陳淮（1462年—？），字秀南，錦衣衛官籍揚州府儀真縣人，明朝政治人物。

## 生平
順天府鄉試第二十六名舉人。弘治九年（1496年）中式丙辰科會試第一百六十名，三甲第六十九名進士。

## 家族
曾祖陳景暹；祖父陳忠信；父陳鐸，義官。嫡母張氏；生母周氏。慈侍下。